# Monties
 Monties  là một xã thuộc tỉnh Gers trong vùng Occitanie tây nam nước Pháp. Xã này có độ cao từ 218-335 mét trên mực nước biển.